# Florentino López Cuevillas
Florentino López Alonso-Cuevillas (Orense, 14 de noviembre de 1886-Orense, 30 de julio de 1958) fue un antropólogo y prehistoriador español, aunque a lo largo de su vida también se acercó al campo literario para dedicarse, esencialmente, al ensayo y la narrativa. Como otros intelectuales gallegos de su época, fue miembro de la Xeración Nós, del Seminario de Estudos Galegos y de las Irmandades da Fala, compaginando la actividad desempeñada en estas instituciones con una discreta participación política en pro del galleguismo. No obstante, su labor sociopolítica se vio profundamente trastocada tras la victoria del bando sublevado en el contexto de la Guerra Civil, aunque en la década de 1940 retomó su compromiso con la divulgación de la cultura gallega a través de la Real Academia Galega, de la que fue miembro numerario, y del Instituto de Estudios Gallegos Padre Sarmiento.
Como hicieron el resto de compañeros de su generación, contribuyó a la maduración de la prosa gallega, pero realmente por lo que destacó fue por su intensa labor dentro del ámbito científico. Catapultado por la obra del alemán Hugo Obermaier (Impresiones de un viaje prehistórico por Galicia), Cuevillas acometió la compleja tarea de desenvolver el campo de la arqueología en Galicia con el objetivo de reconstruir y estudiar una parte del tiempo que hasta aquel momento había sido olvidada. Sus investigaciones de campo, las más de las veces dirigidas al estudio del megalitismo y de la cultura celta-castrexa, así como la sistematización de la prehistoria gallega que realizó, lo acabaron por coronar como la figura más importante que dio Galicia en lo referente a investigación prehistórica. Indirectamente, con su trabajo científico colaboró con la normalización de la lengua gallega.

## Datos biográficos
Florentino López Alonso-Cuevillas nació el 14 de noviembre de 1886 en Orense, concretamente en la casa número 77 de la calle del Progreso. Fue el único hijo que tuvieron Florentino López Barbán, delegado de Hacienda que ejerció su profesión tanto en Orense como en Lugo, y Vicenta Alonso-Cuevillas Álvarez, hija de un reconocido brigadero que desempeñó importantes cargos militares en la ciudad orensana y perteneciente a la prestigiosa familia Seara. 
El hecho de que el padre de Cuevillas falleciera en Lugo antes de que el pequeño naciese, propició que la madre se trasladase rápidamente junto a su familia (contaba con numerosos hermanos) residente en Orense. A partir de este momento Florentino Cuevillas fue criado y educado en el seno de la familia materna, recibiendo una enseñanza que muy pocas personas se podían permitir por aquel entonces. Cuando todavía era un párvulo acudió a una escuela femenina en la que se aceptaban a niños de corta edad, para más tarde acudir al colegio León XIII. Es a partir de este momento cuando comienza a manifestar interés por la música, llegando a aprender a tocar el violín durante la adolescencia.
Se casó con Milagros Rodríguez Álvarez, trece años más joven que ély con la que tuvo tres hijas.

## Estudios
Entre los años 1896 y 1901 estudió en el Instituto de Orense donde recibió clases de profesores de gran renombre, como el catedrático de Retórica y Poética Marcelo Macías. 
Tras cinco años de estudio finalizó el bachillerato (todavía regido por la ley Moyano), y se graduó de Bachiller el 28 de junio de 1901. para posteriormente acudir a la Universidad de Santiago de Compostela para cursar la carrera de Farmacia. Durante el transcurso de su etapa universitaria, mostró un gran interés por la literatura y al mismo tiempo acudió a las veladas literarias del Ateneo León XIII y a las conferencias realizadas por los alumnos de las facultades de Derecho y Medicina. Se licenció en junio de 1906, y cinco años más tarde se trasladaría a Madrid para recibir clases de Filosofía y Letras. En la capital de España entró en contacto con Otero Pedrayo, Primitivo Rodríguez Sanjurjo y Urbano Feijoo de Sotomayor, acudió a las reuniones en el Ateneo, a representaciones teatrales y a la ópera, frecuentando las tertulias madrileñas de más fama del momento. En esa misma ciudad trabajó como funcionario de gobernación volviendo breves temporadas a Galicia, pero el hecho de que se sintiese perdido en Madrid favoreció su regreso a Orense. 
Obtuvo el título de licenciado en Farmacia por la USC el 1 de agosto de 1944, y al 13 del mes siguiente se inscribió en el Colegio de farmacéuticos de Ourense, recibiendo el número 79. 

## Trabajo
A pesar de que algunas fuentes señalan que no ejerció la carrera de farmacia, es un dato erróneo, pues desde el año 1944 ejerció como director técnico farmacéutico de la distribuidora farmacéutica Droguería Yebra, con domicilio en la calle Santo Domingo, n.º 15 de Orense. Se presentó a varios puestos de la directiva del colegio provincial de farmacéuticos, y en 1949 fue elegido vocal provincial de directores técnicos de almacenes de distribución farmacéutica de la Junta de Gobierno del Colegio de Farmacéuticos de Orense presidida por Carlos Sánchez Rey..
Posteriormente dejó de ejercer la farmacia y desempeñó el cargo de Jefe de administración del Cuerpo General de Hacienda Pública..

## Obra escrita
Los primeros escritos creados por Cuevillas fueron artículos políticos y de crítica literaria que se publicaron en el periódico El Miño, donde también participaba de forma activa Risco, aunque también colaboraría con otras ediciones como La Zarpa, El Pueblo Gallego, Diario de Orense, El Heraldo, Misión, Faro de Vigo, La Noche y La Región. En 1917, los integrantes de la iglesia teosófica llamada Roso de Luna (Rodríguez Sanjurjo, Vicente Risco y Cuevillas) decidieron fundar la revista La Centuria. Cuevillas fue colaborador de este nuevo proyecto periodístico, manifestando cada vez más en sus conferencias y trabajos una orientación sociopolítica. En ese mismo año y por influencia Antón Losada Diéguez, Cuevillas se implicó en el campo del galleguismo. Además, ingresó en las Irmandades da Fala, intervino en la fundación de la revista Nós y del Partido Nazonalista Republicano de Orense (a partir de ese momento comienza su fiel militancia en el Partido Galeguista) y fue designado consejero de la Irmandade Nazonalista Galega. En el año 1922 publicó sus primeros trabajos de arqueología en Nós, siendo el artículo Dos nosos tempos (n.º 1 de la revista Nós) el que forme junto a otros de Otero Pedrayo y Vicente Risco el manifiesto generacional del cenáculo orensano.
Finalizada la guerra civil española, y al igual que un gran número de galleguistas, fue forzado a abandonar su actividad política y a purgar su expediente de responsabilidades políticas. A partir de 1939 continuó sus estudios arqueológicos, pero tiempo más tarde y a consecuencia de un agudización de su reumatismo articular tuvo que dejar de lado el trabajo de campo para pasar a dedicarse a la sistematización de la prehistoria gallega. El 27 de julio de 1941, Cuevillas se convirtió en académico numerario de la Real Academia Gallega a propuesta de Ramón Otero Pedrayo, Ángel del Castillo López y Alejandro Barreiro Noya. Tres años más tarde, en 1944, accede al Instituto de Estudios Padre Sarmiento, al mismo tiempo que elabora su tomo Prehistoria que será el tercero de la Historia de Galiza, dirigida por Otero Pedrayo.
El 30 de julio de 1958, falleció en su casa situada en la calle de Santo Domingo (Orense) como consecuencia del agravamiento de la dolencia reumática que lo aquejaba. Fue enterrado en el cementerio de San Francisco de Orense, y en el momento de la inhumación del cadáver fue entonado el Requiem a Cuevillas por parte de su autor, Fermín Bouza Brey. La sexta edición del Día de las Letras Gallegas, celebrada en el año 1968, fue dedicada a Cuevillas.

Requiem a Galicia (fragmento)

Que os anxos que che agardan

na citania divina,

cas máis puras diademas che coroen,

cos máis enxebres torques che reciban,

e a man do Eterno mesmo

loura espada che cinga,

¡ouh príncipe antre “os bos e xenerosos”,

Florentino Cuevillas,

régulo dos combates

máis rexos e máis nobres por Galiza!
Fermín Bouza Brey

## Estudios arqueológicos e históricos

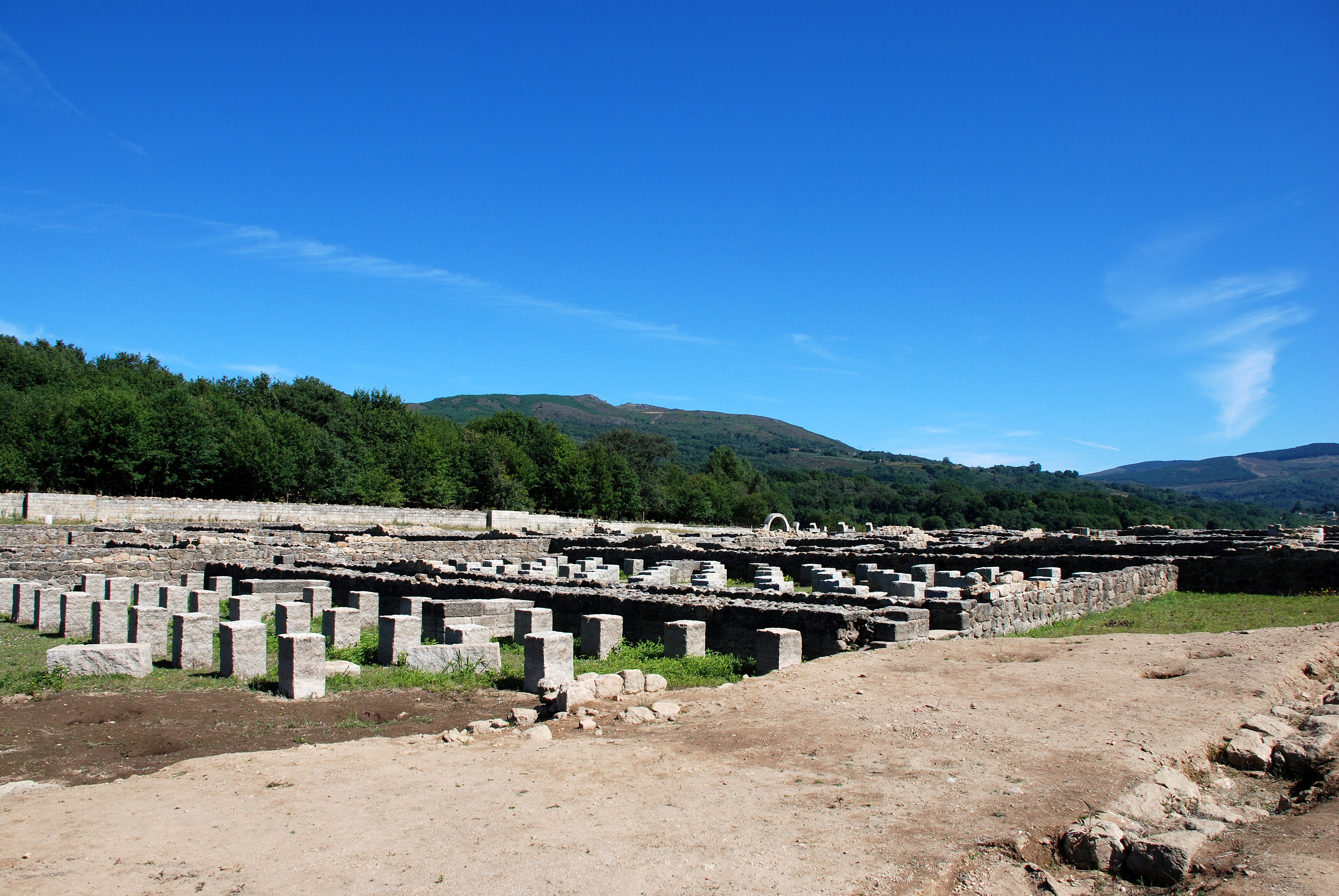
Campamento romano de Aquis Querquennis.

La vocación arqueológica de Cuevillas, que se inicia con su asistencia a las tertulias de los miembros de la Comisión de Monumentos ligada al Museo Arqueológico, quedó reflejada en el estudio A mansión de Aquis Querquernis (1921) que encerraba una vasta labor sobre la Galicia prerromana. De hecho, fue él y su grupo de colaboradores los que llevaron a cabo en los primeros años de la década de los veinte una breve campaña de excavación en el lugar en el que se situaba el campamento romano de Aquis Querquennis, descubriendo la muralla del campamento (ellos no supieron identificar al ancho muro como la muralla principal del complejo) y otros muros de menor tamaño relacionados con estructuras de carácter habitable.
Además, Cuevillas fue un gran estudioso de la cultura castreña, apareciendo publicados sus iniciales trabajos sobre el tema en la revista Nós.
El primero de los castros que estudió fue el situado en la parroquia de San Cibrao de Las (Orense), constituyendo éste una fortaleza de más de nueve hectáreas de extensión y siendo uno de los de mayor superficie de Galicia. Las excavaciones, que fueron dirigidas en todo momento por Florentino, se realizaron en el complejo a partir de 1922 y finalizaron en 1925, cuando son paralizadas. A pesar de que los estudios en el castro fueron de únicamente tres años (en la década de los cuarenta se retomarían las excavaciones), le sirvieron como fuente de datos para sus trabajos, publicados en la revista Nós (donde también publicó su Catálogo dos Castros Galegos) bajo el título de A Edade de Ferro na Galiza. 
Con la fundación del Seminario de Estudos Galegos (1923) y su integración en el mismo, López Cuevillas comienza a colaborar estrechamente con Fermín Bouza Brey. De esta relación se derivó el estudio y excavación del Castro de O Neixón en el año 1925, emplazamiento en el que Cuevillas descubrió restos de un aríbalo púnico procedente de las factorías cartaginesas del Mediterráneo y como consecuencia se ponía de manifiesto la existencia de relaciones comerciales entre los antiguos pobladores de Galicia y los mercaderes de la franja mediterránea, y la aparición de obras fundamentales como Os oestrymnios, os saefes e a ofiolatría en Galicia (1929).

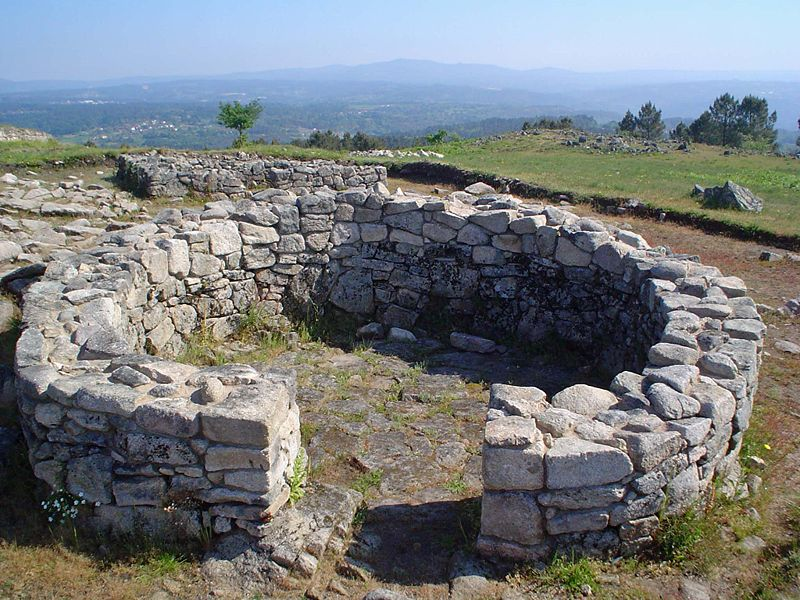
Casa circular en el Castro de San Cibrao de Las.

El primer viaje arqueológico a través del norte de Portugal lo realizó, conjuntamente con Fermín Bouza Brey, en el año 1927 gracias a las ayudas económicas prestadas por la Comisión de Estudios de Galicia. El resultado del viaje fue el estudio de los yacimientos arqueológicos de Sobroso y Briteiros, así como el establecimiento de relaciones con investigadores portugueses.
A partir del año 1929, Cuevillas participó junto con el arqueólogo Lluís Pericot en la excavación del Castro de Troña, extrayéndose del complejo un gran número de piezas de artesanía y monedas de origen tanto castrexo como romano. Además, en los trabajos iniciales en la zona se descubrieron alrededor de treinta construcciones circulares, el foso y la muralla defensiva del lado occidental.
En algunas ocasiones, Cuevillas únicamente se limitó al registro y exploración de los castros sin llegar a realizar ningún tipo de excavación en las zonas en los que estos se asentaban. Fue lo que sucedió con el Outeiro do Castro, un emplazamiento bautizado por el mismo arqueólogo gallego, de pequeñas dimensiones y situado en la parroquia de Canda.
El arqueólogo gallego siempre se manifestó en contra de las tesis que comentaban la posibilidad de que los castros y los dólmenes fuesen construcciones coetáneas (al igual que Otero Pedrayo y Vicente Risco), ya que consideraba que los primeros eran obra de la cultura céltica y por lo tanto no pertenecían a la Edad de Piedra:

Los constructores de nuestros poblados fuertes poseían una nueva técnica de fortificación, manejaban con soltura y eficacia una serie de elementos complicados que son por completo nuevos no sólo en el noroeste, sino en todo el occidente peninsular, encontrándose en las estaciones eneolíticas o de los comienzos del Bronce del Sur del Duero, tan sólo cercas sencillas, que de ningún modo pueden ponerse en comparación en fortaleza con los sistemas defensivos corrientes en los castros de la época celta, que revelan la actuación de un pueblo nuevo perito en estas artes militares, que no puede ser otro que el núcleo o núcleos indoeuropeos que introdujeron en nuestro país las formas hallstattianas. Un estudio comparativo de nuestras estaciones castreñas con los oppida de los países celtas y germanos, y de modo principal con los de la riberas del Rhin, podrían dar mucha luz a la cuestión.

### Estudio histórico sobre el nacimiento de Orense en la época romana
En el año 1934, Cuevillas realizó un estudio histórico sobre el posible origen de Orense en el que consideraba a las infraestructuras viarias como un factor determinante para el nacimiento de la ciudad. El hecho de que durante la etapa romana pasase una vía imperial de notable importancia y allí confluyesen varias vías secundarias, a lo que se le debe de unir la existencia de corredores naturales como los ríos Miño, Loña y Barbaña-Barbadás, fueron circunstancias determinantes en el nacimiento de la ciudad orensana.
El principal trazo definitorio de la teoría de Cuevillas consiste en defender la idea de que el primer núcleo poblacional en la zona se desenvolvió en las proximidades de As Burgas y no en torno al paso del Miño para de este modo argumentar un origen indígena vinculado a las fuentes termales y no romano. La existencia de estos manantiales de agua caliente hacía pensar a Cuevillas en una posible zona de peregrinaje a la que acudiesen los habitantes de los castros cercanos con anterioridad a la conquista romana, induciendo a la aparición de pequeños mercados y otras estructuras de carácter comercial en el lugar citado. Por lo tanto, cuando los romanos llegaron a este territorio se encontraron con un núcleo poblacional reducido ya existente, al que le imprimieron un cierto desarrollo.

## Obras

### Prosas Galegas, 1920-1958
En el año 1962 se publicó Prosas Galegas, 1920 – 1958, siendo ésta una obra póstuma en la que se recogen aquellos ensayos de Cuevillas (concretamente son treinta y dos) no estrictamente de investigación científica, así como sus narraciones. A pesar de que algunos ensayos ya habían salido a la luz con anterioridad (como por ejemplo, el titulado Como nasceu a cidade de Ourense, así como O Trasno na vila), esta obras supuso una revelación que mostró a un inédito Cuevillas creador que convivía con el investigador. 
Desde el propio prólogo del libro, que fuera escrito por Marino Dónega, la crítica comenzó a valorar cada vez más su lúcida y templada prosa, aunque en aquel momento no llegó a conseguir una importante atención.
El libro se encuentra dividido en cuatro grupos diferentes carecientes de título y con prosas acompañadas de la fecha de composición, o en su defecto, de la fecha de publicación. Los dos primeros grupos están constituidos por aquellas prosas más exaltadoras de la realidad y de los valores gallegos, introduciéndose en el paisaje, en los pueblos y la tradición, además de otras dedicadas a la reflexión crítica sobre la sociedad actual (como Dos nosos tempos, en la que la evolución intelectual queda reflejada del mismo modo que le sucede a sus compañeros de generación). 

Ben te vexo Trasno, e ben te coñezo, aínda que non parezas sempre a mesma cousa. Cando chimpaches no regueiro a aqueles sete mozos que viñan de tuna e que se montaron en ti, tiñas corpo de burro; e cando te puxeches a guichar por baixo das saias das fillas do muiñeiro, tiñas corpo de año.
O Trasno na vila

El tercer grupo, caracterizado por su menor extensión, contiene tres bosquejos biográficos de escritores gallegos (concretamente, de Curros Enríquez, Valentín Lamas Carvajal y Otero Pedrayo) y un comentario de obra de Castelao As cruces de pedra na Galiza, escrito todo ello en el periodo de la posguerra española.
Finalmente, el cuarto grupo se encuentra, con respecto a los temas tratados y a la expresión utilizada, más próximo a sus trabajos de averiguación y estudio de la prehistoria gallega, albergando títulos tan significativos como Relaciós prehistóricas entre Galicia e as Illas Británicas. En último bloque, las prosas suelen presentar un valor informativo propio de los ensayos (algunos escritos pueden llegar a considerarse estudios, como Paleopaisaxe y Mitoloxía e historia da paisaxe de Trasalba) sin que eso suponga una mengua en los valores estéticos de las mismas.

#### Caracterización deProsas galegas
Según las palabras de Ricardo Carballo Calero, estas Prosas galegas se caracterizan por su seguridad y el equilibrio retórico. También menciona la trasparente sinceridad y el idealismo como 

Colorista y vibrante, finamente ornamentada, la narrativa de Cuevillas sorprende por su riqueza sintáctica, léxica y rítmica. Periodos breves, ágiles, nerviosos, sin apenas subordinaciones perturbadoras del discurso; fonemas de delicada expresividad; y ritmos acelerados, urgentes, algunas veces calmados y sosegados otros. Pero siempre - sintaxis, vocablos y ritmos, sensibilizadores de un pensamiento nidio y entusiasta -, entrelazándose sostenidamente en sólidas y bien definidas estructuras ideológicas y emocionales.
Traducción de un fragmento del prólogo de Prosas galegas, por Marino Dónega

### Miscelánea
La gran labor de investigación llevada a cabo por Cuevillas a lo largo de toda su vida, recogida en su mayoría en publicaciones como la revista Nós, el Boletín de la Real Academia Gallega, los Arquivos do Seminario de Estudos Galegos, el Boletín da Comisión Provincial de Monumentos de Ourense, los Cuadernos de Estudios Gallegos y otras, fue compilada parcialmente en el volumen Miscelánea (1987).